# Айзеншарф, Алла Наумовна
Алла Айзеншарф (по документам Галина Наумовна Айзеншарф, в замужестве Варфоломеева; 6 июня 1936, Немиров, Винницкая область, Украинская ССР, СССР — 3 января 2018, Ашкелон, Израиль) — русская поэтесса, педагог.

## Биография
Мать, Татьяна (Тойба) Самойловна (в девичестве Мельман), до войны работала в еврейском детском доме с преподаванием на идише; отец, Ной Осипович Айзеншарф, работал бухгалтером на немировском спиртзаводе. Во время оккупации города были заключены в гетто. Отца убили в первую акцию уничтожения евреев Немирова 24 ноября 1941 года. Мать была депортирована в один из концлагерей Транснистрии, а шестилетней Шеле (так в детстве звали поэтессу) вместе с десятилетней сестрой удалось скрыться и после скитаний по окраинам города укрыться в сарае у знакомой семьи Ореховских, а затем у незнакомых жителей в селе Грабовцы до 2 мая 1942 года, когда они также были отправлены в Браславское гетто в Транснистрии; в 1943 году они были переведены в Бершадское гетто, откуда освобождены в марте 1944 года наступающими войсками РККА. Алла с сестрой Мэрой и их мать пережили оккупацию и 15 марта 1944 года вернулись в Немиров, а в 1947 году поселились в Бендерах (её дядя А. С. Мельман был к тому времени главным архитектором города), где она из-за ревматического заболевания и туберкулёза лишь в 21 год окончила школу, а затем — медучилище.
С 1961 года по комсомольской путёвке работала выездным фельдшером в Хакасии в Красноярском крае (Бискамжа), а вернувшись в Бендеры — медсестрой в городской больнице и туберкулёзном диспансере. Была замечена Кириллом Ковальджи, который привлёк её в литературное объединение «Орбита» в Кишинёве. Окончила Литературный институт имени А. М. Горького (1968—1973). Работала учителем рисования и преподавателем в бендерской школе эстетического воспитания детей «Светлячок», которую она организовала (отмечена малой бронзовой медалью ВДНХ СССР). Публиковала стихи в городской и республиканских газетах, а также в коллективных сборниках; возглавляла городское литературное объединение «Горизонт». С 1988 года — с сыном, сестрой и матерью в Израиле, жила в Иерусалиме (1988—1990), затем в Ашкелоне.
Автор семнадцати поэтических сборников — «Я и ты» (1971), «Кочевье» (1977), «Стихи» (400 избранных стихотворений, 1994), «Молитва» (1996), «Другу» (1997), «Наедине» (1999), «Из дерев» (2000), «Пределы» (2001), «Ночь охранная» (2003), «Тень птицы» (2004), «Рука твоя» (2005), «При счёте звёзд» (2007), «Ветры горние» (2007), «Час урочный» (2008), «Стойбище» (2010), «На каменном календаре» (2013), «Превыше любви и печали» (2014). В 2001 году в Израиле и в 2004 году в России вышел сборник детских стихов и рисунков Аллы Айзеншарф периода гетто «Хорошо если выстрелят в рот...», с более поздними комментариями. Публиковалась в альманахах «Роза ветров» и в журнале «Слово писателя». Отмечена премией имени Давида Самойлова (2008). Лауреат литературной премии «Олива Иерусалима» (за книгу «Рука твоя», 2005). Спектакль «...А нас искают немцы и собаки» по стихам Аллы Айзеншарф был поставлен в рамках проекта Яд Вашем, затем одесским театром «Мигдаль». Под руководством дирижёра А. Абдурахманова и поэта К. Рубинского с Камерным оркестром кафедры оркестровых струнных и духовых инструментов Челябинской государственной академии культуры и искусств была подготовлена программа «Дмитрий Шостакович — Алла Айзеншарф:  Памяти жертв фашизма», которая затем вошла в репертуар Челябинской государственной филармонии.
Сын — Руслан (Исраэль) Айзеншарф (род. 1963), раввин, автор поэтического сборника «Живые камни».

## Поэтические сборники
- Я и ты. Кишинёв: Картя молдовеняскэ, 1971. — 52 с.
- Кочевье. Кишинёв: Литература артистикэ, 1977. — 139 с.
- Наедине. Тель-Авив: Гибор, 1999. — 203 с.
- Хорошо если выстрелят в рот... Художник Евгений Смирнов. Ашкелон: Центр культуры, 2001; Калуга: Полиграф-Информ, 2004.
- Стихотворения (на русском, украинском, английском и иврите). Ашеколон, 2007. — 202 с.
- Взрослое детство войны: сборник воспоминаний. Культурно-просветительский центр КЕЙТАР, 2013. — 162 с.
- На каменном календаре. Ашкелон: Иникниф, 2013. — 232 с.[20]